# Look the Other Way and Run
Look the Other Way and Run is een Britse film uit 2020 van David Luke Rees.

## Verhaallijn
Het vertelt het verhaal van twee overlevenden in een dystopische samenleving die in een afgelegen landhuis wonen en besluiten onderdak te bieden aan een nieuwkomer. Maar dan begint de ellende.

## Rolverdeling
- Jonas Armstrong - Lee
- Ken Nwosu - Ben
- Chloe Pirrie - Sammy